# František Lambert
František Lambert (* 11. srpna 1955) je český manažer a podnikatel. Do roku 2007 působil jako vrchní, finanční a programový ředitel v České televizi

## Profesní kariéra
V roce 1979 absolvoval Vysokou školu strojní a elektrotechnickou v Plzni. Do roku 2000 působil ve společnosti Kovosvit a.s. Sezimovo Ústí, postupně na různých pozicích (CFO, CEO) a společnosti Tajmac-ZPS a.s. Zlín. V obou společnostech dosáhl na funkci generálního ředitele. Následně působil na vysokých manažerských postech ve společnostech ZPS-Slévárna, a.s., Okresní nemocnice v Táboře, Česká televize, Lighthouse Group a České energetické centrum. V roce 2005 dostal za své působení v České televizi ocenění Finanční ředitel roku. V posledních letech se pohybuje v soukromém sektoru jako ředitel Klinického centra ISCARE, ředitel společnosti LA composite a.s., ředitel obchodního centra Galerie Harfa nebo ředitel Českého energetického centra, a.s. Vlastní poradenskou společnost LCG 360° Consulting. Je také autorem nového předmětu Manažerská teorie a praxe, který přednáší na Strojní fakultě ČVUT v Praze.
Je ženatý, má dvě děti a k jeho zálibám patří sport, umění, literatura, kresba, grafika a známky.

## Získaná profesní ocenění
- Finanční ředitel roku 2005 (Česká televize)
- Finalista Manažera roku 6×
- Úspěšný manažer roku 2×
- Člen Inženýrské akademie ČR[3]